# Mozilla Application Suite
Mozilla Application Suite（モジラ・アプリケーション・スイート）またはMozilla Suite（モジラ・スイート）はMozilla Foundationによりプロジェクトを組んでオープンソースで開発されていたインターネットスイートであり、ウェブブラウザ、電子メールクライアント、ニュースクライアント、HTMLエディタおよびIRCクライアントの機能が含まれている。ウェブ標準とみなされるW3Cなどで決められた勧告や規格にできる限り準拠していくという方針で開発されていた。
レンダリングエンジンはGeckoと呼ばれ、Mozilla以外でも利用できるようになっており、Mozilla FirefoxやCamino、Galeonなど幾つかのGeckoを利用したブラウザが存在する。
2005年3月10日にMozillaの開発の終了が宣言され、以後Mozillaはブラウザとメールクライアントを分離したMozilla FirefoxとMozilla Thunderbirdの開発に重点を置いた。Mozilla Application Suiteについては外部団体のThe SeaMonkey Councilが引き継ぎ、ソフト名をSeaMonkeyに変更したうえでインターネットスイートとして開発を継続することとなった。

## 概要
タブブラウザ形式のウェブブラウザの他、電子メールクライアント、ニュースクライアント（ニュースリーダー）、WYSIWYG型HTMLエディタ、アドレス帳、IRCクライアントChatzillaも実装されている。XULというXMLをベースにした言語を使い、機能を拡張することができる。
また、標準機能としては利用できないが、拡張機能でカレンダー機能なども追加する事ができる。このカレンダーはvCal形式を採用しており、macOSのiCalとも互換性がある。このようにプラグインにより、さまざまなアプリケーションを追加可能である。これらはXULによって開発されている。
現在のオープンソースとなったMozillaは、Netscape 5.0としてリリース予定だった開発中のソースコードをベースにして機能改良を施していくという方向性で開発が始まった。しかし、既存のソースコードをそのまま使っていては問題が多かった為にレンダリングエンジンを全面的に書き直す事となった。こうして出来上がった全く新しいレンダリングエンジンがGeckoであり、それを用いてNetscape 6、7などがリリースされた。
以前、Mozilla自体は完成した製品/ソフトウェアというより、他のプロジェクト（主にNetscape）にリリースしてもらうための開発、デバッグのためのブラウザという位置づけであった。そのためサポート体制などは整っているとは言い難かった。
しかし、2003年5月末に起こったAOLとマイクロソフトの和解により、AOL傘下であったネットスケープ・コミュニケーションズとマイクロソフトの間で起こっていた反トラスト法訴訟などがすべて取り下げられた。また同時に、マイクロソフトのウェブブラウザであるInternet Explorerを数年に渡りロイヤリティフリーで使うという契約を結んだことにより、ブラウザを提供するネットスケープ・コミュニケーションズの存在価値が危ういものとなった。これは、NetscapeのコードベースにもなっているMozillaの存在価値をも揺るがす問題であった。こうした事態を受けて2003年7月、Mozilla OrganizationはAOLから資金提供を受け、Mozillaの開発を支援する団体であるMozilla Foundationを設立した。ファウンデーションの設立により、ネットスケープ・コミュニケーションズが担っていた「エンドユーザへのソフトウェア提供及びサポート」という目標がファウンデーションにも覆い被さることとなった。これによりファウンデーションはMozillaの入ったCDの販売や、電話でのサポート等の業務も行うようになった。

## 歴史
- 1998年3月31日 - mozilla.org がMozillaのソースコードを公開する。
- 2000年11月 - 未完成のMozilla M18 を元にして、Netscape 6.0がリリースされる。
- 2001年10月 -Mozilla 0.9.4を基にして、Netscape 6.2がリリースされる。
- 2002年6月5日 -Mozilla 1.0がリリースされる。
- 2002年8月29日 -Mozillaの安定版を元に、Netscape 7.0がリリースされる。
- 2003年4月2日 - ロードマップの大規模な変更があり、今後の安定版にMozilla Firebird[2]とMozilla Thunderbirdの成果が取り込まれる事となった。
- 2003年6月30日 - 1.0系に代わる安定版として、1.4がリリースされる。
- 2003年7月15日 - Mozillaの開発、配布、導入を推進する財団としてMozillaファウンデーションが設立される。
- 2004年6月17日 - 1.4系に代わる安定版として、1.7がリリースされる。
- 2005年3月10日 - Mozilla Application Suiteの開発を1.7系列で打ち止めとすることが発表される。
- 2005年7月2日 - 開発打ち切りとなっていたMozilla Application Suiteを外部団体のThe SeaMonkey Councilが引き継ぎ、ソフト名もSeaMonkeyに変更
- 2006年1月30日 - 開発が引き継がれてから初の正式リリースとなる、SeaMonkey 1.0 がリリースされる。
- 2006年4月18日 - Suiteの最終セキュリティアップデートである1.7.13がリリースされる。

## ユーザーエージェント
「Mozilla」はNetscapeやInternet Explorerの「User-Agent:」フィールドのキーワードにもなっている。ネットスケープ・コミュニケーションズの初期の社名はMosaic Communicationsといい、Mozillaという名称は、同社がブラウザ「Mosaic」（NCSA Mosaicとは異なる）を開発中に、Mosaicと日本の怪獣映画ゴジラを合成してコードネームとしてつけられたのが起源である。NCSA Mosaicで知られる NCSA の圧力により、社名も製品名もMosaicからNetscapeに改名を迫られた経緯との関係なのか、Netscapeの初期のバージョンのREADMEには「N-e-t-s-c-a-p-eと書いてMozillaと読む」との記述があった。開発者などの間ではNetscapeをMozillaと呼ぶ場合もあり、User-Agent:フィールドやドキュメントの表記はそのまま残されているものもある。
Internet Explorerが User-Agent: フィールドでMozillaを名乗っている事情は、リリース当時Netscapeが普及しており、ウェブサイトもほとんどがNetscape用につくられていたことによる。後発でリリースされたInternet ExplorerはNetscape用につくられたウェブサイトのJavaScriptやCGIなどが動作するよう、類似のUser-Agent:フィールドを名乗るようにした。現在もInternet Explorerをはじめとする多くのグラフィカルなブラウザは「Mozilla」という名前を含んだUser-Agent:フィールドを利用したままであり、そのため、ブラウザ判定は別の部分で行わなければならない。

## 支部
担当地域におけるMozillaの普及促進をおこなう支部として、2004年2月にMozilla Europeが設立されて活動を開始し、2番目の支部として日本国内におけるMozilla製品および関連技術の普及促進を目的とする、米国Mozilla Foundationの公式支部として設立された非営利法人（有限責任中間法人）「Mozilla Japan」が2004年8月19日から活動を開始した。

## 日本語化に際して
Mozillaは、国際化されたソフトウェアであり、日本語を含む多くの言語が利用可能である。ただし、mozilla.org自体はメニューなどのGUIを各国語に地域化したパッケージは作成しておらず、地域化モジュールおよびパッケージの作成は有志によって行われている。日本語圏では、1999年中盤（M9）頃から谷口悠太氏、2000年（M13）から2002年中盤頃迄「もじら組」にて日本語パック「JLP」がリリースされていたが、バージョン1.0.1で終了している。その後、有志による日本語化作業と配布が分散した形で行われたが、正式な日本語版が用意されない場合もあった。現在はMozilla Japanのローカライズセンターにて有志による作業とその成果物であるリソースの調整が行われ、正式な日本語版がリリースされている。

## 開発の終焉
2005年3月10日、完全版であるMozilla Application Suiteの開発は 1.7 系列で打ち切られることが発表された。それに伴い、開発中だったバージョン1.8もα6で開発中止となった。今後は、Mozilla Application Suiteに含まれるブラウザ部分のMozilla Firefoxや電子メールソフト部分のMozilla Thunderbirdの開発に軸足を据える事となった。その後の2006年4月リリースのバージョン 1.7.13 をもっての開発・アップデート終了が発表された。
2006年6月以降、Mozilla 1.7系列も対象となる新たな脆弱性が発見されており、MozillaファウンデーションではFirefoxまたはThunderbirdの最新版へ移行するよう推奨している。

## SeaMonkeyへ
2005年7月2日、開発中止となっていたMozilla Application SuiteをSeaMonkeyとしてSeaMonkey Councilが引き継ぐ事が決定。SeaMonkey Projectで生まれた改良点はMozilla FirefoxやMozilla Thunderbirdにフィードバックされることとなる。また、その後2006年1月30日には初の正式版となるSeaMonkey 1.0 がリリースされた。